# Campanha Central (tiểu vùng)
Campanha Central là một tiểu vùng thuộc bang Rio Grande do Sul, Brasil. Tiều vùng này có diện tích 17296 km², dân số năm 2007 là 193972 người.